# علی‌آباد (فراهان)
علی‌آباد روستایی در دهستان فرمهین بخش مرکزی شهرستان فراهان استان مرکزی ایران است.

## جمعیت
بر پایه سرشماری عمومی نفوس و مسکن در سال ۱۳۹۵ جمعیت این مکان ۲۴ نفر (۱۰خانوار) بوده‌است.